# Martin O'Doherty
Martin O'Doherty, född 26 mars 1952, är en pensionerad irländsk hurlingspelare som spelade som ytterback i Cork Senior Team. 

## Biografi
O'Doherty föddes i Galway och spelade först tävlingshurling under sin skolgång på Coláiste Chríost Rí. Han kom in på intercounty-scenen vid sexton års ålder när han först anslöt sig till Corks mindre lag som dubbelspelare, för att senare ansluta sig till U21-lagen. Han gjorde sin debut i seniorernas hurling under 1971 års mästerskap. O'Doherty blev senare en fast medlem av startfemman och vann tre All-Ireland-medaljer, sex Munster-medaljer och en medalj i National Hurling League. Den All-Ireland-vinnande kaptenen år 1977, han var en All-Ireland-andraplats vid ett tillfälle. 
Som medlem av Munsters interprovinsiella lag vid ett antal tillfällen vann O'Doherty en Railway Cup-medalj. På klubbnivå har han två gånger vunnit All-Ireland-medaljer med Glen Rovers. O'Doherty har också vunnit två Munster-medaljer och två mästerskapsmedaljer. Under sin karriär gjorde O'Doherty 25 matcher i mästerskapet. Han drog sig tillbaka från inter-county hurling efter 1982 års mästerskap.
Han var i början av 2020-talet bosatt i Kalifornien.